# لیونل اینسورث
لیونل اینسورث (انگلیسی: Lionel Ainsworth؛ زادهٔ ۱ اکتبر ۱۹۸۷) بازیکن فوتبال اهل بریتانیا است.
از باشگاه‌هایی که در آن بازی کرده‌است می‌توان به باشگاه فوتبال دربی کانتی، باشگاه فوتبال برتون آلبیون، باشگاه فوتبال روترهام یونایتد، باشگاه فوتبال ای‌اف‌سی بورنموث، باشگاه فوتبال هالیفاکس تاون، باشگاه فوتبال هادرزفیلد تاون، باشگاه فوتبال آلدرشات تاون، باشگاه فوتبال برنتفورد، باشگاه فوتبال وایکام واندررز، باشگاه فوتبال واتفورد، باشگاه فوتبال مادرول، باشگاه فوتبال هرفورد یونایتد، و باشگاه فوتبال شروزبری تاون اشاره کرد.
وی همچنین در تیم‌های ملی فوتبال England national under-16 football team، زیر ۱۷ سال انگلستان، زیر ۱۸ سال انگلستان، و زیر ۱۹ سال انگلستان بازی کرده‌است.